# Kirche Hl. Großmärtyrer Jovan Vladimir (Belgrad)
Die Kirche Hl. Großmärtyrer Jovan Vladimir (serbisch: Црква Светог великомученика Јована Владимира/Crkva Svetog velikomučenika Jovana Vladimira; deutsch auch: Kirche des Heiligen Johannes Wladimir) ist eine serbisch-orthodoxe Kirche in der serbischen Hauptstadt Belgrad. Sie befindet sich im Stadtteil Voždovac. Erbaut wurde sie von 1994 bis 1998. Die Kirche gehört zur Erzeparchie von Belgrad und Karlovci.

## Lage
Die Kirche liegt im Osten des Stadtteils Voždovac, im südöstlichen Zentrum von Belgrad, an der Kreuzung der Straßen Ignjata Joba bb und Kružni put Padina, östlich des Zentralfriedhofs.

## Geschichte

### Baugrund
Vor dem Bau der Kirche in Voždovac mussten die Gläubigen des Stadtteils zur Kirche des hl. Johannes des Täufers auf dem Zentralfriedhof gehen. Aufgrund der Erweiterung des Stadtteils Voždovac und der Erbauung der Stadtsiedlungen Braće Jerković und später auch Medaković und Medaković II wurde es notwendig, eine neue große Kirche im Stadtteil zu errichten. Zudem war die Kirche auf dem Zentralfriedhof wegen ihrer Lage und Größe nicht ausreichend für die Bewohner der neu gebauten Stadtsiedlungen.
Den Geistlichen der Kirche des hl. Johannes des Täufers am Zentralfriedhof, vor allem dem Erzpriester der Kirche Jovan Blagojević, war es in relativ kurzer Zeit gelungen, die Idee zum Bau einer neuen größeren Kirche im Stadtteil Voždovac zu verwirklichen.

### Bau
1994 begann der Bau der Kirche des hl. Großmärtyers Jovan Vladimir, nachdem alle technischen und organisatorischen Pläne fertiggestellt waren. Nach Beschluss des serbischen Patriarchen Pavle wurde die in Bau befindliche Kirche dem Patronat  des heiligen Großmärtyrer Jovan Vladimir anvertraut. Zudem sollte die Kirche eine Gedenkstätte für alle Serben sein, die für den Weg der Gerechtigkeit Gottes starben, von den Anfängen der serbischen Geschichte bis heute. Sie ist die zweite Kirche in Belgrad, für die nach dem Zweiten Weltkrieg eine Baugenehmigung erteilt wurde. Geweiht wurde die Kirche nach vierjähriger Bauzeit am 31. Mai 1998.

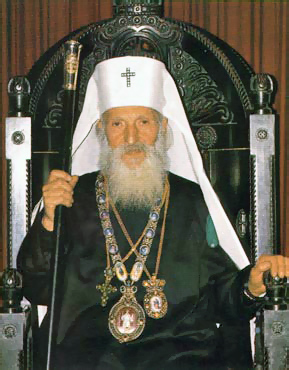
Patriarch Pavle (Amtszeit 1990–2009)

### Patriarchenansprache bei der Weihe der Kirchenkreuze 1994
Der serbische Patriarch Pavle sagte bei der Weihe der Kirchenkreuze am 18. Dezember 1994 unter anderem: „Brüder und Schwestern, wir haben das Heilige Kreuz an dieser Stelle gesegnet, wo eine Kirche erbaut werden wird, die dem hl. Jovan Vladimir geweiht wird, der umgekommen ist für die Gerechtigkeit und Wahrheit... Vor der Wahrheit Gottes und vor Gott dem Allsehenden und seiner Gerechtigkeit stehen wir alle, und immer muss uns wichtig sein, wie Gott unsere Taten beurteilt, und nicht nur unsere Taten, sondern auch unsere Worte. Denn auch unser Herr Jesus Christus hat gesagt, dass jeder Mensch für jedes Wort Rechenschaft abzulegen hat. Unser Volk ist im Laufe der Jahrhunderte auf diesem Weg Gottes nicht nur einmal in die schrecklichen Gefahr von Sein oder Nichtsein gekommen, hat sich aber durch den Glauben gehalten bis zum heutigen Tag... Diese Kirche, die mit der Hilfe Gottes und seinem Segen errichtet wird und mit dem Fleiß von uns allen, soll uns eine Schule sein, in der wir Gottes Lehre lernen, damit uns diese Lehre Nahrung für unsere Seelen ist. Und immer sollten wir im Auge behalten, dass der Mensch ein Körper ist, aber nicht nur ein Körper, sondern auch eine Seele; und dass die Seele der Hausherr ist und der Körper nur die Wohnung, in der die Seele wohnt. Möge Gott uns helfen, das heilige Werk, was wir begonnen haben mit Gottes Segen, auch zu beenden, zum Ruhm und zur Ehre des heiligen Jovan Vladimir. Gott gehört die Ehre und der Dank jeder Zeit und in alle Ewigkeit. Amen.“

## Architektur
Die Kirche wurde von der Architektin Ljubica Bošnjak im serbisch-byzantinischen Stil entworfen. Gemäß den kirchlichen Regeln plante sie eine Kirche im ursprünglichen originalserbischen Kirchenbaustil, ohne irgendeine bereits bestehende Kirche zu kopieren. Die Kirche wurde geplant als ein Trikonchos mit einer großen zentralen Kuppel und zwei Kirchtürmen. Diese Lösung wurde ausgeführt, um mit der Errichtung der Kirchtürme trotzdem einen freien Blick auf die zentrale Kuppel als den wichtigsten Teil des Gebäudes zu haben. Zudem wurde die ungehinderte Schallausbreitung der Töne in alle Richtungen gewährleistet. Auch haben die drei Kuppeln, die Hauptkuppel und die zwei Kuppeln auf den Kirchtürmen, die Symbolik der Heiligen Dreifaltigkeit. In Bezug auf alle Prinzipien des Kirchenbaus hat sich eine völlig neue strukturelle Lösung ergeben, ohne Säulen im Inneren der Kirche, mit einer zentralen Kuppel, die auf Pilastern ruht. Der strukturelle und funktionelle Aufbau der Kirche und ihre Proportionen und Materialien sorgen für gute Raumakustik.
Die Geistlichen der Kirche, vor allem der Erzpriester Dragan Šovljanski, sehen es als Teil ihrer missionarischen Tätigkeit, auch eine Diskussion über die religiöse Erziehung der Erwachsenen zu führen. Seit der Fertigstellung des Pfarrhauses im Kirchhof 2008, ebenfalls ein Bauprojekt von Architektin Ljubica Bošnjak, finden verschiedene missionarische Tätigkeiten für Erwachsene und Jugendliche statt.

### Ikonostase und Malereien
Die Ikonostase der Kirche wurde 2002 eingebaut. Die Ikonostase wurde in der Tischlerei von Dragan Petrović aus Belgrad hergestellt. Der Aufbau der Ikonostase stützt sich auf das Modell der Ikonostase der Kirche des heiligen Andreas in der griechischen Stadt Patras. Die Hauptikone der Ikonostase zeigt Christus nach seiner Auferstehung und ist der Ikonostase aus der Kirche vom Kloster Visoki Dečani im Kosovo nachgebildet. Die Königliche Tür (Carska dveri) ist derjenigen der Kirche des heiligen Vasilije Ostroški im Kloster Hilandar auf dem Athos nachgebildet. Die architektonische Gestaltung der Ikonostase stammt vom Architekten Ivan Rackov. Die Zeichnungen für die Ikonostase und die Ikonen auf ihr stammen von Slobodan Kajtez, Professor an der Serbischen Akademie der Wissenschaften und Künste in Belgrad. Die Vergoldungsarbeiten auf der Ikonostase stammen von Biljana Dimitrijević und Draginja Lazarević. Bei der Anbringung der Ikonen auf der Ikonostase wurde die übliche Anordnung eingehalten. In der zweiten Reihe der Ikonostase sind die heiligen Propheten und die Heiligen der Serbisch-Orthodoxen Kirche dargestellt.
Besonders schöne Wandmalereien, die 2006 fertiggestellt wurden, stellen die Kirche des heiligen Jovan Vladimir in die Reihe der schönsten Kirchen Belgrads. Die Künstler Aleksandar Živanović, Darko Milojević, Miloš Rončević und Petar Vujović malten die Fresken der Kirche von April 2003 bis März 2006 in Zusammenarbeit mit Dr. Dragan Vojvodić, Byzantinist und Geschichtsprofessor an der Philosophischen Fakultät in Belgrad. Dieses Team von Künstlern hatte kurz vorher auch die Kirche des heiligen Johannes des Täufers auf dem Zentralfriedhof mit Wandmalereien ausgeschmückt. Die Bildreihen „Loza svetih Srba“ (Treffen aller heiligen Serben) und „Nebeska Srbija“ (himmlisches Serbien) befinden sich rechts im Narthex der Kirche Hl. Jovan Vladimir. Besonders großes Interesse weckten die Malereien, weil neben bedeutenden Persönlichkeiten der altserbischen Geschichte auch zeitgenössische Persönlichkeiten abgebildet sind. Unter den Erzbischöfen des „himmlichen Serbiens“ sind unter anderem Justin Popović, Nikodim Milaš, Petar II. Petrović-Njegoš, Patriarch German, während als berühmte Serben abgebildet sind: Vuk Stefanović Karadžić, Peter I. von Jugoslawien, Stevan Stojanović Mokranjac, Miloš Obilić, Nikola Tesla, Karađorđe, Desanka Maksimović und die tragisch im Kosovokrieg 1999 während einer Natobombardierung umgekommene Milica Rakić, ein dreijähriges Mädchen und hl. Neumärtyrerin der Serbisch-Orthodoxen Kirche.

## Der heilige Jovan Vladimir

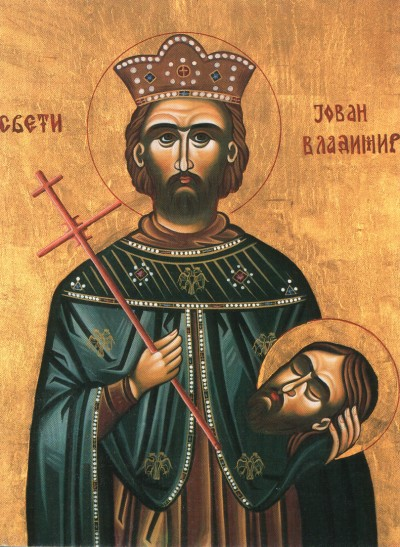
Ikone des hl. Jovan Vladimir

Der heilige Jovan Vladimir ist eine wichtige kirchliche und historische Persönlichkeit der Serben. Dennoch ist seine Verehrung (Slava) bei den Serben nicht ausreichend entwickelt, wahrscheinlich weil seine Reliquien nicht in Serbien verblieben sind. Der bulgarische Zar Iwan Wladislaw hatte Jovan Vladimir nach Prespa in der Region um den Prespasee gelockt und ihn dort enthauptet. Die Gebeine wurden in einer Kirche beigesetzt; bald danach wird in Chroniken über Wunder beim Grab des Heiligen berichtet. Später wurde der Körper des heiligen Königs in die Krajina an den Skutarisee gebracht, in die Kirche der Unbefleckten Jungfrau von der Krajina. 1215 wurden die Reliquien unter mysteriösen Umständen nach Durrës in Albanien gebracht. Der Heilige wurde zum Schutzpatron von Durrës erhoben. 1381 wurden die Reliquien ins Kloster des heiligen Johannes bei Elbasan in Mittelalbanien überführt. Dieses Kloster wurde selbst vom hl. König Jovan Vladimir zu Ehren der Allheiligen Gottesmutter errichtet. Noch heute befinden sich die Reliquien des Heiligen in diesem Kloster. Dieses Ereignis der Überführung der Gebeine des Heiligen Jovan Vladimir wird in altslawischen, griechischen und lateinischen Inschriften in der Gottesmutter-Kirche im Kloster Hl. Johannes erwähnt. Hier wird der Heilige erstmals Jovan Vladimir (Johannes Wladimir) genannt, wahrscheinlich da er auf ähnliche Weise starb wie Johannes der Täufer. Somit breitete sich der Kult des hl. Königs von Serbien und Montenegro auch nach Bulgarien, Albanien, Mazedonien und noch weiter aus. Große Verehrung in Serbien wurde dem hl. König erst im Jahr 1861 zuteil, als man im Buch Srbljak versuchte, alte serbische Traditionen zu erhalten. Das Buch Srbljak war von großer identitätsstiftender Bedeutung für die Serben und vor allem für ihre Kirche während der jahrhundertelangen Zugehörigkeit zum Osmanischen Reich. In der Liturgie für den hl. König Jovan Vladimir wird gesagt, dass er ein Friedenstifter war, Beschützer der Slawen und Albaner.